# Саламаново
Саламаново (грч. Γαλλικός, Галикос) је насељено место у општини Кукуш у периферији Средишња Македонија, Грчка. Према попису из 2021. године било је 794 становника.
Према бугарском географу и историчару, Василу Канчову, у Саламанову је 1900. године живело 150 Словена хришћана. Током Другог балканског рата грчка војска је запалила село а његово становништво је избегло. Касније је досељен мањи број грчких избегличких породица, док је 1924. године досељен већи број избегличких породица из Турске. На попису из 1928. Саламаново је имало 747 становника.